# Daurat

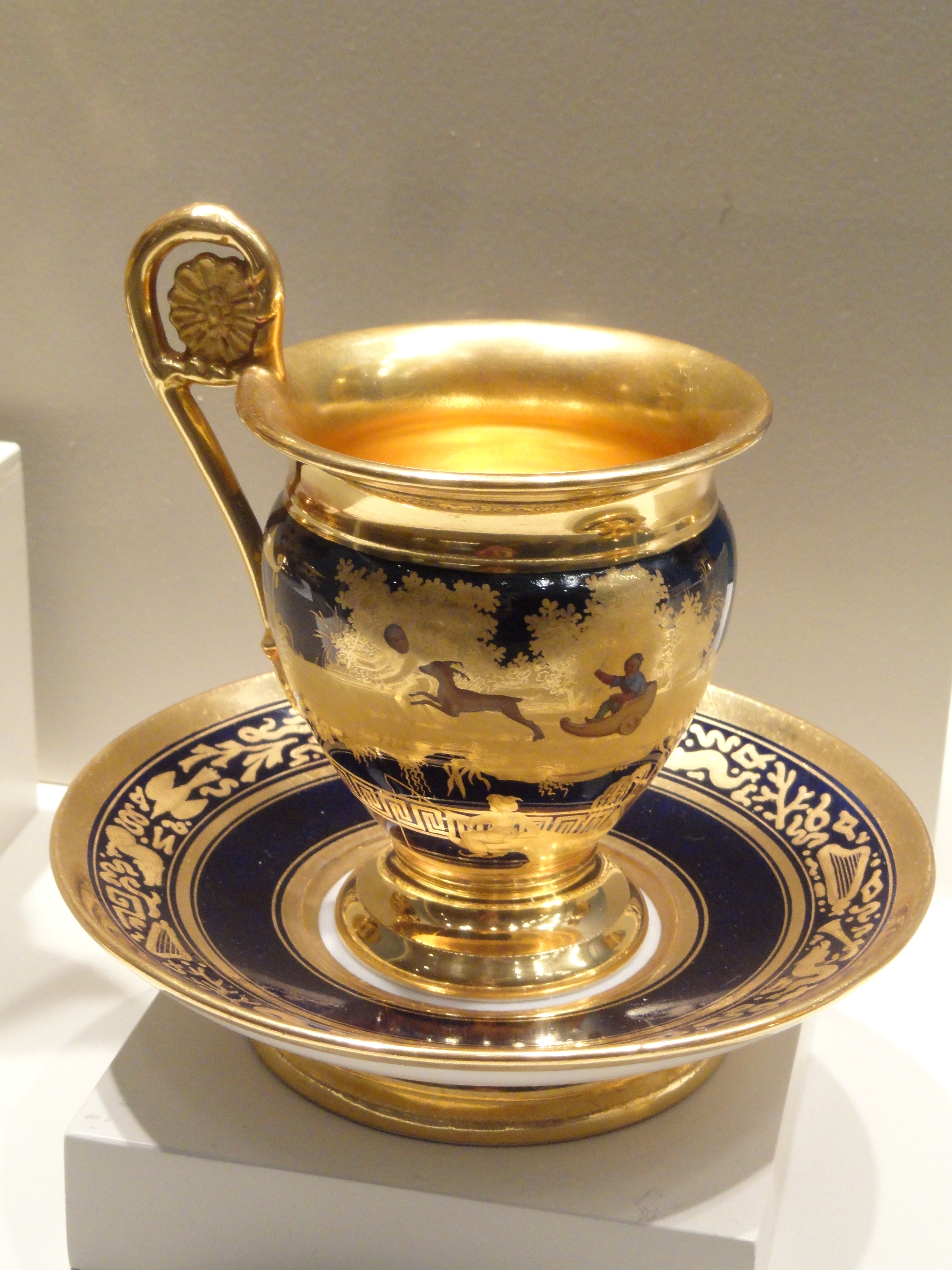
Taça metàl·lica daurada al foc

El daurament o dauradura (el daurat és el resultat i no pas l'acció) és una tècnica decorativa que consisteix a fer que qualsevol objecte tingui aspecte d'or. S'aconsegueix recobrint una superfície, prèviament preparada, de fines capes d'or, i així donar-li un aspecte daurat. Per extensió podria incloure's qualsevol capa metàl·lica d'aspecte similar a l'or. Es pot daurar sobre qualsevol tipus de material. Aquesta tècnica es pot realitzar per processos freds, com el batut o un adhesiu, algun tipus es produeix amb calor i alguns altres de manera química. El primer tipus, el daurament en fred més rudimentari, es coneix des de l'antiguitat i es va anar refinat al llarg del temps. Però no va ser fins a l'edat mitjana, que el daurament no es va convertir en una especialitat de luxe.
La tècnica del daurament es pot aplicar sobre qualsevol superfície, i en el segle xix es van incloure noves tècniques per a les superfícies metàl·liques.

## Història
L'or es coneix de fa milers d'anys, i ja les civilitacions antigues l'utilitzaven per a fer objectes, o simples recobriments d'aquest metall, que és el que coneixem com a daurat. Utilitzaven aquesta tècnica tant en orfebreria com en l'art decoratiu, ja fos per mobles com per ornaments arquitectòniques.
Segons testimonis arqueològics, ja les antigues civilitzacions aprofitaven la mal·leabilitat del metall per fer objectes. Però van ser a l'antic Egipte on es va aprofitar aquesta propietat, fent làmines molt primes per recobrir altres objectes de materials no tan valuosos, com la fusta o la ceràmica. Heròdot ja esmentava que els egipcis dauraven estàtues divines i atuells funeraris, fins i tot es pot trobar en l'escriptura jeroglífica.
Un altre viatger que dona constància de la tècnica del daurament és Plini el vell. Esmenta que les estàtues gregues criselefantines tenien detalls daurats.
A Europa es va convertir en una especialitat de luxe durant la baixa Edat Mitjana. S'utilitzava sobretot en arquitectura, escultura i pintura. Durant aquest període Cennino Cennini va fundar les bases de les tècniques per daurar, i encara segueixen vigents.

### El daurament a Catalunya
Els dauradors eren els artesans que feien aquesta feina i l'especialitat de luxe es va incloure dins els gremis de fusters. I els de Barcelona organitzaren un gremi propi el 1596. Eren a la vegada entalladors i esgrafiadors, i practicaven l'escultura, la pintura i fins i tot l'arquitectura. Aquesta va ser una tècnica molt utilitzada durant els segles xiii al xv. L'ofici tingué una embranzida durant el segle XVIII i primeries del xix. Incidentalment el gremi prengué el títol superior de col·legi.

## Tècniques

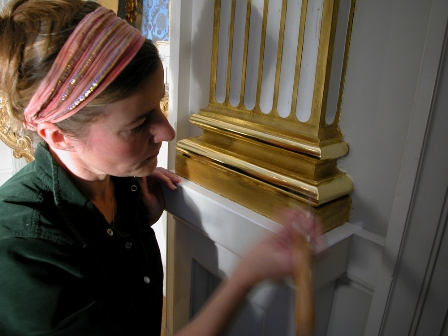
Daurat brunyit

Segons la tècnica per daurar que escollim s'ha d'emprar un tipus, o altre, d'or. Pot ser pa d'or fi, pa d'argent amb colradura, pa d'or fals, pa d'alumini amb colradura, purpurina d'or fi (anomenat or de musclo) i purpurina de bronze o un altre metall (purpurina d'or fals).
El pa d'or, antigament l'aconseguien amb la tècnica del batut, colpejaven fins a obtenir una superfície homogènia i prima. No obstant això no era un mètode infal·lible perquè encara quedaven amb cert gruix. Actualment, i amb tècniques modernitzades, es poden aconseguir gruixos de micres. Com ara el pa d'or és tan fràgil la tècnica exigeix concentració i tranquil·litat. La precisió per a executar el daurament s'aprèn amb la pràctica.

### Daurament a làmina
Aquest tipus de daurament, també, s'aconsegueix amb el batut. S'ha de colpejar l'or sobre la superfície fins que adquireixi totalment la forma de l'objecte a daurar. Evidenment per aquesta pràctica la peça ha de ser sòlida i resistent, encara que l'or sigui mal·leable.

### Daurament a l'aigua
Es tracta de recobrir una superfície amb una làmina metàl·lica utilitzant el següent procés, primerament es prepara la superfície de l'objecte aplicant una capa de guix i cola de conill dissolt en aigua, que és l'anomenat bol groc. Tot seguit es poleix per poder aplicar el bol vermell, anomenat així pel color vermellós que li dona la terra d'Armènia. Finalment s'aplica el pa d'or amb aigua com a mitjà adhesiu. Si es volgués un acabat lluent i brillant, s'hauria de bruniyr la superfície amb una pedra d'àgata.

### Daurament al mordent
El sistema de daurament al mordent i al mixtió, també anomenat sisa, són pràcticament iguals però canvien els components de la capa adhesiva. Quan l'apliquem hem d'esperar aque adquireixi el grau de sequedat just per poder daurar. El moment òptim per fer-ho és quan arrosseguem el dit sobre la superfície i s'escolta un xerric, aquest soroll dona el nom a unes de les tècniques, és l'anomenat mordent.

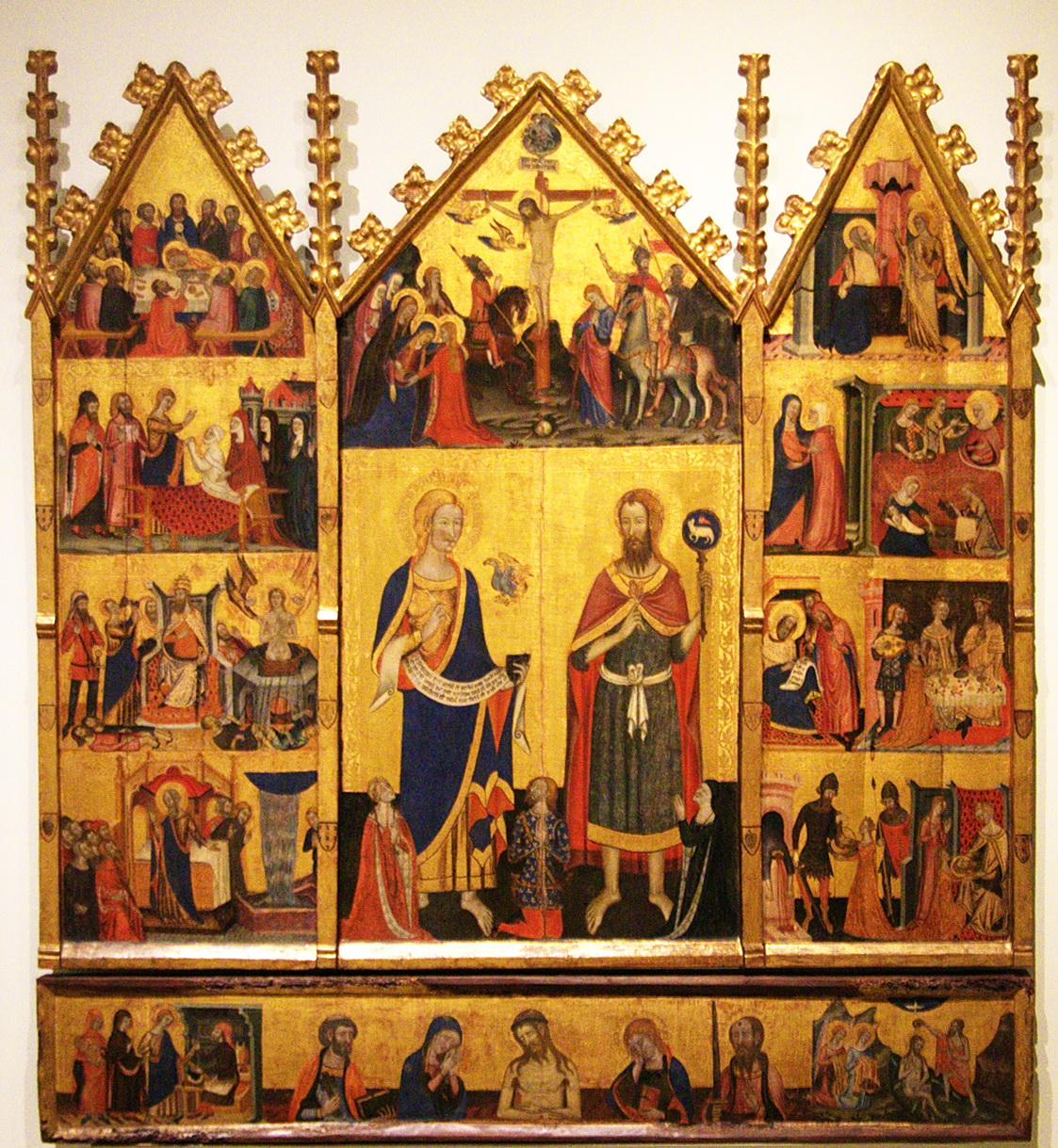
Retaule daurat al mixtió

Aquest sistema, al mordent, per daurar es pot utilitzar només per a interiors, aplicant-lo en estucs, pintures al temple i decoracions en motllures. En canvi, al mixtió és més resistent i s'aplica en més àmbits decoratius. El nom d'aquest mètode és pel vernís d'adhesió, que s'anomena així. Tots dos, també, s'han de brunyir.

### Daurament a l'oli
El sistema del daurament a l'oli es realitza amb la cocció de restes de pintura a l'oli, que ja no s'aprofitaran, i l'oli de netejar pinzells. Aquesta pasta s'utilitzarà com a capa preparatòria, i adhesiva, per daurar. És un métode més resistent que va molt bé per utilitzar-lo en exteriors. L'acabat va de la mateixa manera que l'anterior.

### Daurament al mercuri
En aquesta tècnica, el mercuri és el vehicle additiu per aplicar el pa d'or sobre un altre metall, habitualment coure o plata.

#### Daurament al mercuri en fred
Té una forma d'aplicació semblant a les anteriors però més senzilla. Cal recobrir tota la superfície a daurar, amb mercuri. Després es disposen les lámines d'or sobre aquesta primera capa de mercuri, i es deixa evaporar a temperatura ambient. Quan es produeix la reacció entre els metalls, l'or queda adherit a la superfície metàl·lica i queda evaporat el mercuri, que servia d'adhesiu. Cal polir la superfície per tenir un bon acabat brillant.

#### Daurament al mercuri en calent
També anomenat mercuri al foc, consisteix a aplicar sobre la superfície una amalgama. Un cop distribuïda per tot l'objecte s'ha d'escalfar fins a arribar al punt d'evaporació del mercuri, que és més baix que el de l'or. En acabar s'ha de brunyir.

### Dauraments falsos
Són aquells que és fan amb purpurines, que poden ser d'or fals o no, i vernissos tenyits que simulen el daurament.

#### Colradura
És un daurament fals fet amb vernís transparent tenyit d'un color groguenc, que aplicat sobre una superfície metàl·lica sembla or.

#### Daurament al pinzell
És la tècnica que utilitza purpurina, falsa o no, aglutinada amb goma laca o qualsevol altre vehicle. S'aplica com si fos pintura, com una capa pictòrica més. I com altres tipus de dauraments es pot deixar mat o lluent.

## Dauraments delseglexix
En els últims segles s'han introduït nous sistemes per daurar metalls. El daurament al mercuri al foc va ser deixat de banda per la immersió, el bany químic i la galvanització.

### Daurament per immersió
Aquest mètode tal com es dona a entendre es fa per immersió. Es tracta de submergir la peça metàl·lica, d'un metall tou, en un bany químic especial per aquest sistema. S'ha d'alternar els banys de solució bullint amb aigua freda perquè així la peça adquireixi el daurament.

### Daurament químic
Aquest tipus de daurament té tres banys químics, però en aquest cas són tots freds. El primer és en or, després en una solució neutralitzadora i l'últim reductora. Es fa de manera successiva.

### Daurament galvànic o electrolític
És un mètode més sotisficat que es basa en l'oxidació i reducció dels metalls en una pila electrolítica. Un dels metalls conté partícules d'or i quan es produeix la reacció s'adhereixen a l'altre metall.